# Yacht Club Punta Ala
Lo Yacht Club Punta Ala è una associazione sportiva senza fini di lucro fondata nel 1976. La sede del club è nella Marina, in località Il Porto, Punta Ala, Grosseto.
Il guidone del club è costituito da un triangolo bordato in giallo oro e fondo azzurro con al centro un gabbiano, sempre di color giallo oro. L'attuale presidente è Alessandro Masini.

## Eventi sportivi
Lo Yacht Club Punta Ala ha organizzato diversi eventi e regate a livello internazionale.

### America's Cup
Il 21 aprile 1997 l'allora presidente del club, Bruno Calandriello, lanciò formalmente la sfida con l'imbarcazione Luna Rossa, al Royal New Zealand Yacht Squadron detentore dell'America's Cup.
Luna Rossa si aggiudicò l'edizione 1999-2000 della Louis Vuitton Cup, acquisendo così il diritto a sfidare Black Magic NZL60 del Royal New Zealand Yacht Squadron, nella 30ª edizione dell'America's Cup svoltasi a Auckland in Nuova Zelanda dal 19 febbraio al 2 marzo del 2000, persa per 5-0.
Un attimo dopo il taglio del traguardo Bruno Calandriello, Presidente dello Yacht Club Punta Ala, consegnò nelle mani del Commodoro Peter Kingston, del Royal New Zealand Yacht Squadron, la nuova sfida di Luna Rossa per il 2003.
Nella Louis Vuitton Cup del 2003 Luna Rossa fu però sconfitta in semifinale dalla statunitense One World.

### Gemellaggi
Il club è gemellato con:
- Yacht Club de Monaco, Principato di Monaco
- Reale Yacht Club Canottieri Savoia, Napoli
- Yacht Club Porto Rotondo, Porto Rotondo
- Yacht Club Adriaco, Trieste
- Compagnia della Vela, Venezia
- Circolo della Vela Bari, Bari
- Circolo Nautico e della Vela Argentario, Porto Ercole
- Munchner Yacht Club, Starnberg
- Club Nautico Rimini, Rimini
- Reale Club Nautico Barcellona
- Bruxelles Royal Yacht Club
- Seattle Yacht Club
- Norddeutshcher Regatta Verein
- Circolo Canottieri Jonica, Catania
- Reale Circolo Canottieri Tevere Remo, Roma
- Deutscher Touring Yacht Club, Monaco

## Riconoscimenti
- 1999 - Grifone d'oro[2]